# Холодна Балка (футбольний клуб)
«Холодна Балка»  — український футбольний клуб з міста Макіївка, Донецька область. У футбольних турнірах представляв макіївської шахти «Холодна Балка». Заснований у 1960-их роках під назвою «Шахтар». Під цією ж назвою в 1972 і 1973 роках виступав у другій лізі чемпіонату СРСР. Чемпіон Української РСР серед колективів фізичної культури (1971), володар Кубку УРСР (1969).

## Хронологія назв
- 1960—1992 —  «Шахтар»
- 1992 — наш час —  «Холодна Балка»

## Історія
Футболісти шахти «Холодна балка», які захищали честь підприємства Макіїввугілля, в кінці 60-х років XX століття були лідерами аматорського футболу Макіївки. Команда «Шахтар» перемогла 1968 року в чемпіонаті області, а в 1969 році — дебютувала в розіграші Кубку УРСР. У вище вказаному сезоні за почесний приз змагалося 16 118 команд. Макіївській команді вдалося вийти у фінал. 14 жовтня в вирішальному матчі на стадіоні в Макіївці «Шахтар» здобув перемогу над командою «Сокіл» (Львів). У складі «Шахтаря» володарями Кубку республіки стали В. Харківський, В. Анітдінов, Г. Чепіга, С. Власкін, А. Луцак, В. Істомін та ін.
У першості УРСР серед КФК у вище вказаному сезоні «Шахтар» посів 3-тє місце в групі. У наступному сезоні — 2-ге місце. А ще наступного — черговий крок вперед — перше. Команда під керівництвом тренера Євгена Шпиньова впевнено виграла зону, потім півфінальну групу, а потім і фінальну. У 16-ти матчах першості України футболісти команди забили 53 голами. Головною ударною силою колективу були Станіслав та Володимир Морозови, які забили відповідно 14 та 13 м'ячів. Станіслава визнали найкращим гравцем фінального турніру. Ставши чемпіонами УРСР, макіївчани отримали місце серед команд майстрів.
У 1972 році «Шахтар» стартував у другій лізі чемпіонату СРСР, де провела два сезони. Після завершення сезону 1973 року команда повернулася на аматорський рівень, й продовжила виступи в регіональних змаганнях.
У сезоні 1993/94 років «Холодна балка» брала участь в аматорському чемпіонаті України.

## Статистика виступів
| Сезон                                     | Назва клубу   | Чемпіонат | Чемпіонат         | Чемпіонат | Чемпіонат | Чемпіонат | Чемпіонат | Чемпіонат | Чемпіонат | Чемпіонат | Чемпіонат | Кубок                                                 | Пос.   |
| Сезон                                     | Назва клубу   | Р         | Дивізіон          | Місце     | Іг        | В         | Н         | П         | ЗМ        | ПМ        | О         | Кубок                                                 | Пос.   |
| ----------------------------------------- | ------------- | --------- | ----------------- | --------- | --------- | --------- | --------- | --------- | --------- | --------- | --------- | ----------------------------------------------------- | ------ |
| Першість Української РСР серед команд КФК |               |           |                   |           |           |           |           |           |           |           |           |                                                       |        |
| 1969                                      | Шахтар        | КФК       | УРСР 1 зона       | 3 з 4     | 6         | 3         | 0         | 3         | 5         | 6         | 6         | Кубок УРСР Володар Кубок СРСР серед КФК 1/8 фіналу    | [2][3] |
| 1970                                      | Шахтар        | КФК       | УРСР 4 зона       | 2 з 8     | 14        | 7         | 6         | 1         | 24        | 4         | 20        | Кубок УРСР 1/2 фіналу Кубок СРСР серед КФК 1/4 фіналу | [4][5] |
| 1971                                      | Шахтар        | КФК       | УРСР 7 зона       | 1 з 6     | 10        | 10        | 0         | 0         | 34        | 4         | 20        | —                                                     | [6]    |
| 1971                                      | Шахтар        | КФК       | Півфінал 2        | 1 з 4     | 3         | 2         | 1         | 0         | 11        | 4         | 5         | —                                                     | [7]    |
| 1971                                      | Шахтар        | КФК       | Фінальний турнір  | 1 з 4     | 3         | 3         | 0         | 0         | 8         | 1         | 6         | —                                                     | [8]    |
| Чемпіонат СРСР — Друга ліга               |               |           |                   |           |           |           |           |           |           |           |           |                                                       |        |
| 1972                                      | Шахтар        | ІІІ       | Друга ліга 1 зона | 12 з 24   | 46        | 16        | 18        | 12        | 47        | 40        | 50        | —                                                     |        |
| 1973                                      | Шахтар        | ІІІ       | Друга ліга 1 зона | 13 з 23   | 44        | 15        | 5/9[9]    | 15        | 50        | 48        | 35        | —                                                     |        |
| Чемпіонат України серед аматорів          |               |           |                   |           |           |           |           |           |           |           |           |                                                       |        |
| 1993/94                                   | Холодна Балка | ААФУ      | АЧУ 5 зона        | 11 з 15   | 26        | 9         | 3         | 14        | 24        | 39        | 21        | —                                                     |        |

## Досягнення

### СРСР
- Друга ліга, зона УРСР
  - 12-те місце (1): 1972

### Аматорські змагання
- Кубок СРСР серед КФК
  - 1/4 фіналу (1): 1970

- Чемпіонат УРСР серед КФК
  -  Чемпіон (1): 1971

- Кубок УРСР серед КФК
  -  Володар (1): 1969

### Регіональні змагання
- Першість Донецької області
  -  Чемпіон (1): 1968

- Кубок Донецької області
  -  Володар (2): 1969, 1970